# 1. Klasse Bremen 1942/43
Die 1. Klasse Bremen 1942/43 war die neunte Spielzeit der nun 1. Klasse genannten Fußball-Bezirksklasse Bremen. Seit dieser Spielzeit dem Sportgau Weser-Ems zugeordnet, diente sie als eine von drei zweitklassigen Spielklassen als Unterbau der Gauliga Weser-Ems. Die vier bestplatzierten Vereine der diesjährigen 1. Klasse stiegen  in die erstklassige Gauliga auf.
Die 1. Klasse Bremen wurde in dieser Spielzeit erneut in einer Gruppe mit zehn Vereinen im Rundenturnier mit Hin-und-Rückspiel ausgetragen. Die Saison startete am 6. September 1942, die letzten Spiele kamen am 18. April 1943 zur Austragung. Als Bezirksmeister setzte sich dabei der Aufsteiger BV Grohn mit zwei Punkten Vorsprung vor TuRa Gröpelingen durch. Neben Grohn und Tura stiegen ebenfalls der VfB Komet Bremen und der FV Woltmershausen in die Gauliga auf.

## Kreuztabelle
Die Kreuztabelle stellt die Ergebnisse aller überlieferten Spiele dieser Saison dar. Die Heimmannschaft ist in der linken Spalte, die Gastmannschaft in der oberen Zeile aufgelistet.
| 1942/43                   | GRO    | GRÖ    | VfB Komet Bremen | FVW   | TVW  | ARS      | HEM    | UNI  | WAL    | NDL      |
| ------------------------- | ------ | ------ | ---------------- | ----- | ---- | -------- | ------ | ---- | ------ | -------- |
| BV Grohn                  |        | 1:5    | 3:1              | 5:2   | 3:0  | 8:1      | +0:0   | 7:1  | 10:1   |          |
| TuRa Gröpelingen          | 1:1    |        | 4:1              | 7:1   | 4:3  | 5:3      | 4:2    | 10:1 | 5:2    | (2:8)    |
| VfB Komet Bremen          | 5:2    | 3:1    |                  | 6:0   | 7:1  | 0:0      | 10:4   | 2:2  | 9:0    | (5:0)    |
| FV Woltmershausen         | 4:5    | 5:1    | 4:0              |       | 2:3  | 8:2      | 6:0    | 4:0  | 10:1   | (+0:0 A) |
| TV Woltmershausen         | 1:5    | 0:5    | 1:1              | 0:0   |      | 6:1      | +0:0 B | 3:0  | 7:1    | (+0:0 A) |
| TuS Arsten                | 0:2    | 4:3    | 1:4              | C     | +0:0 |          | 0:2    | 7:3  | +0:0 D | (+0:0 A) |
| VfL Hemelingen            | 0:8    | 1:2    | 0:3              | 1:7   | 4:2  | 2:4      |        | 11:0 | 4:2    |          |
| BBB/VfB Union             | 0:0+ E | 0:4    | 1:3              | 2:5   | 2:5  | 4:3      | 5:3    |      | 7:5    | (3:3)    |
| TSV Walle                 | 0:0+ D | 1:10   | 1:6              | 2:3   | 0:5  | 0:0+ F   | 2:5    | 5:6  |        |          |
| SpVgg Norddeutscher Lloyd | (2:5)  | (0:10) |                  | (2:5) |      | (0:0+ G) | (5:3)  |      | (3:1)  |          |

## Abschlusstabelle
| Pl. | Verein                        | Sp. | S  | U | N  | Tore    | Quote | Punkte |
| --- | ----------------------------- | --- | -- | - | -- | ------- | ----- | ------ |
| 1.  | BV Grohn (N)                  | 16  | 13 | 1 | 2  | 060:220 | 2,73  | 27:50  |
| 2.  | TuRa Gröpelingen              | 16  | 12 | 1 | 3  | 071:290 | 2,45  | 25:70  |
| 3.  | VfB Komet Bremen              | 16  | 10 | 3 | 3  | 061:250 | 2,44  | 23:90  |
| 4.  | FV Woltmershausen             | 15  | 9  | 1 | 5  | 061:350 | 1,74  | 19:11  |
| 5.  | TV Woltmershausen (N)         | 16  | 7  | 2 | 7  | 037:350 | 1,06  | 16:16  |
| 6.  | TuS Arsten (N)                | 15  | 6  | 1 | 8  | 026:470 | 0,55  | 13:17  |
| 7.  | VfL Hemelingen                | 16  | 5  | 0 | 11 | 039:550 | 0,71  | 10:22  |
| 8.  | BBV Union/VfB                 | 16  | 4  | 1 | 11 | 034:770 | 0,44  | 09:23  |
| 9.  | TSV Walle (N)                 | 16  | 0  | 0 | 16 | 023:870 | 0,26  | 0:32   |
| 10. | (SpVgg Norddeutscher Lloyd) H | 0   | 0  | 0 | 0  | 000:000 | 1,00  | 0:0    |

| (N) | Aufsteiger aus den 2. Klassen |